# 佐知とマユ
『佐知とマユ』（さちとマユ）は、NHK総合テレビにて2015年3月17日の22時から22時48分に放送された日本のテレビドラマ。第38回創作テレビドラマ大賞を受賞した足立紳作による脚本の映像化で、親に捨てられた2人の女性の心の交流を描く。主演は門脇麦で、本作がNHKドラマ初主演となる。
第70回文化庁芸術祭参加作品。第4回市川森一脚本賞受賞作。

## あらすじ
24時間営業のスーパーマーケットで深夜にアルバイトする佐知は、ある日常連客の家出少女・マユと会話を交わしたことで、マユは佐知のアパートに転がり込んで居ついてしまう。
数日後、叔父・直之から15年間音信不通だった母・由美が見つかったとの知らせを受けた佐知は動揺したままアパートへ戻ると、アパートに男を連れ込んでいるマユを発見する。マユに幼き日に見た母の姿を重ねた佐知は、怒りのままにマユをアパートから追い出す。
やがてアパートに戻ってきたマユから佐知はマユの妊娠を知ることとなり、2人は次第に互いの孤独な心を通わせてゆく。

## 登場人物
中山佐知〈20〉
演 - 門脇麦（幼少：根本真陽）
5歳の時に母に捨てられ児童養護施設で育つ。
深夜のスーパーマーケットでアルバイトし、アパートで一人暮らしをしている。
マユ〈17〉
演 - 広瀬アリス
生後間もなく親に捨てられ児童養護施設で育つ。
ギャル風の外見で、キャリーケース1つで友人宅やインターネットカフェを転々として生活する。
中山直之
演 - 本田大輔
佐知の叔父。
山崎淳
演 - 与座よしあき
佐知の勤めるスーパーマーケットの従業員。
伊田亮介
演 - 塩野瑛久
マユの恋人。
中山由美
演 - 富田靖子
佐知の母。

## スタッフ
- 作 - 足立紳
- 音楽 - 福廣秀一朗
- 制作統括 - 内田ゆき（NHKエンタープライズ）、谷口卓敬（NHK）
- 演出 - 榎戸崇泰（NHKエンタープライズ）
- 制作 - NHKエンタープライズ
- 製作・著作 - NHK

## 作品の評価
短い中にも確かな物語が構築されていること、登場人物に感情移入できる存在感があることが要求される1時間枠の単発ドラマにおいて、佐知とマユの関係に加えて、佐知と15年ぶりに再会する母の関係、マユと新たに誕生する生命の関係が重なり合って互いに影響しながら展開し、現実社会の苦味も折り込みつつ描かれている点が評価を受けた。また、主演の門脇麦の演技力に加えて、もがきながら生きる「見た目ギャル」を演じた広瀬アリスの体当たりの演技も評価された。
第4回市川森一脚本賞の選考においては、脚本は抜群の仕上がりであり、人物の多彩な表現力と巧みな構成力が備わっているとの評を得ている。

### 受賞歴
- 第4回市川森一脚本賞（足立紳）[3][5]